# 圣默努区
圣默努区（法語：Arrondissement de Sainte-Menehould）是法国马恩省所辖的一个旧区。总面积1021平方公里，总人口13927，人口密度14人/平方公里（2012年），主要城镇为圣默努。
2017年3月29日该区废除，并入香槟沙隆区。

## 辖区
圣默努区曾辖有3个县,共有67个市镇。